# Théodor Michaelis
Théodor Michaelis   (15 de març de 1831 - 17 de novembre de 1887) fou un compositor alemany.
Formà part de diverses orquestres i es dedicà a compondre música popular, gènere en el qual es distingí notablement. Un dels seus millors èxits fou la cèlebre Türkische Schaarwache, composició que ha figurat en el repertori de totes les bandes.

## Algunes obres
- Aus schöner Zeit, Op.108
- Contrabass-Schule, Op.136
- Die Schmiede im Walde, Op.126
- Die Türkische Schaarwache, Op.83 (Patrulla turca).